# Книга історії франків
Книга історії франків (лат. Liber historiae Francorum) — анонімна хроніка VIII століття, відома також під назвою «Діяння франкських королів» (Gesta rerum Francorum). Перший варіант хроніки (Варіант A) складений у 727 році особою, що проживала в місті Лан. Потім перед 737 роком хроніку відредагували (Варіант B). Автор був мешканцем Нейстрії і його анти-австразійські настрої досить чітко проявляються в хроніці. Головною чеснотою монарха автор вважає здатність короля керувати країною, при цьому прислухатись до думки знаті. Він не намагається приховати недоліки монархів (приміром, в 44 главі різко критикується король Хлодвіг II), але в суперечках між королем і вельможами його симпатії належать королю. Через свою популярність в епоху Раннього Середньовіччя книга збереглась в багатьох екземплярах.
На початку твору автор використовував франкські легенди (в тому числі, легенду про троянське походження франків), пролог «Салічної правди» і «Історію франків» Григорія Турського. Період початку VII століття описаний ним на основі усних свідчень (хроніки Фредегара він не знав). Найвагоміша частина книги починається з 642 року (43—53 глави), коли автор починає опиратись на джерела, що не збереглись до наших днів, а потім пише як свідок подій.